# 天上天下唯我独尊

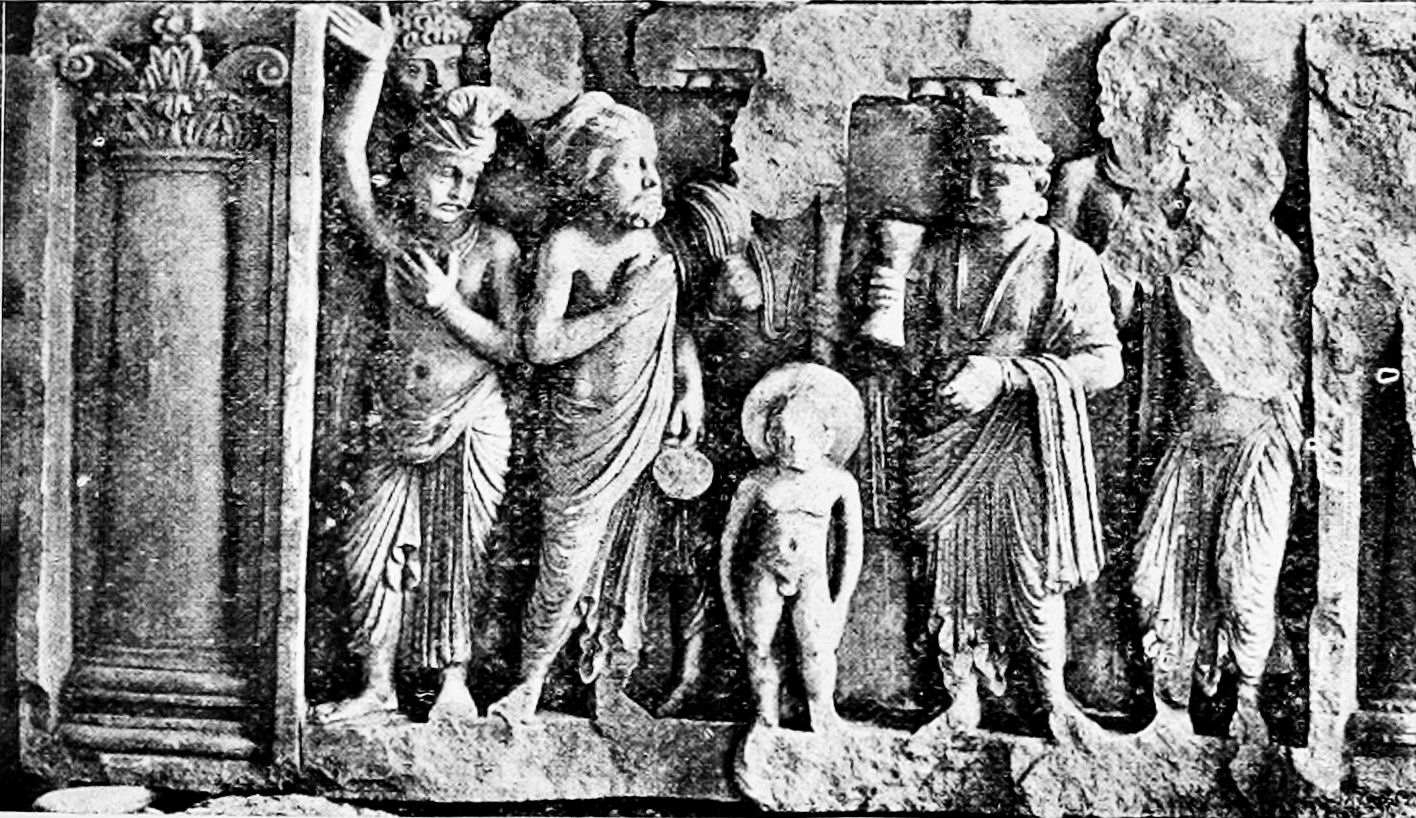
七歩を歩む釈迦。左端に摩耶夫人が、中央右に執金剛神が彫られている。

天上天下唯我独尊（てんじょうてんげゆいがどくそん、または、てんじょうでんがゆいがどくそん）とは、釈迦が誕生した時に言ったとされる言葉。意味は諸説ある。
釈迦は摩耶夫人の右脇から生まれたとされるが、その直後に七歩歩いて右手で天を指し、左手で地をさして「天上天下唯我独尊」と言った、という逸話から出てきたものである。しばしば釈迦を崇める言葉として使われる。
古い仏典には「天上天下唯我為尊」との表記が見られる。

## 形成過程
元来、「天上天下唯我為尊」あるいは「天上天下唯我独尊」は、釈迦が言ったのではない。『長阿含経』では釈迦以前に出世したといわれる過去七仏の第1仏である毘婆尸仏（びばしぶつ）が誕生した際に言ったとされる。
しかしそれが、釈迦が生まれた際に、他の人々がそのように讃嘆したという説が生じて、のちに釈迦自身が誕生直後に自ら言ったと信じられるようになったものである。
釈迦の誕生を伝える漢訳仏典には、『佛本行集経』卷八・樹下誕生品下、『佛説太子瑞應本起経』卷上など様々あるが、代表的な『修行本起経』卷上・菩薩降身品第二には、
欲界・色界・無色界の三界の迷界にある衆生はすべて苦に悩んでいる。私はこの苦の衆生を安んずるために誕生したのだから、尊いとしている（利他）。
『大唐西域記』（646年成立）の中に記載されている、釈迦の誕生当時を伝える誕生偈と呼ばれる偈文には、
という一節が記されている。
これを訳すと
世界の中で我のみが尊い。
今ここに生まれてきたが再び生きることはない。
つまり釈迦がこの世で解脱するから「唯我独尊」としている。
残存するパーリ仏典も『大唐西域記』と同じように釈迦自身の解脱という点で尊いとしている。この利他の面で尊いとするのか、解脱という利自の面で尊いとするのかに、時代による釈迦観の違いが現れている。

## 意味
伝統的には「この世で自分こそが尊い」と解釈されるが、「この世のすべてが尊い」とする解釈もある。後者の解釈は、仏教学者の中村元や、浄土宗・真宗大谷派・浄土真宗本願寺派などの出版物が提示している。同様の解釈は前近代からあったが、広まったのは近代からとされる。
天台宗尼僧の露の団姫は、「この広い世界のなかで、私たち人間にしかできない尊い使命がある」と解釈している。
日本語の慣用句としての「唯我独尊」は、「この世で自分ほど偉いものは居ない」といううぬぼれの意味で用いられる。